# Stilbometopa legtersi
Stilbometopa legtersi är en tvåvingeart som beskrevs av Joseph Charles Bequaert 1955. Stilbometopa legtersi ingår i släktet Stilbometopa och familjen lusflugor. Inga underarter finns listade i Catalogue of Life.